# Babylon I-Rebel
Babylon I-Rebel – szesnasty album studyjny jamajskiej sekcji rytmicznej Sly & Robbie.
Płyta została wydana 26 maja 1998 roku przez niewielką wytwórnię Ex Works Records. Produkcją nagrań zajął się John Matarazzo.

## Lista utworów
1. „I & I Give Praise”
2. „Babylon I-Rebel”
3. „Dreadzone”
4. „Ras Respect”
5. „Let I Go”
6. „Rootsman”
7. „Rudeboy Inna Ghetto”
8. „Trapper John”

## Muzycy
- Aston „Family Man” Barrett – gitara
- Robbie Shakespeare – gitara basowa
- Sly Dunbar – perkusja
- Ansel Collins – keyboard
- Roosevelt Sykes – melodyka